# ولرن
ولرن (به فرانسوی: Velleron) یک کامین در فرانسه است که در Canton of Pernes-les-Fontaines واقع شده‌است.

## خصوصیات
ولرن ۱۶٫۳۹ کیلومترمربع مساحت و ۳٬۰۷۷ نفر جمعیت دارد و ۲۶۳ متر بالاتر از سطح دریا واقع شده‌است.